# 特雷弗·伊梅爾曼
特雷弗·伊梅爾曼（Trevor Immelman，1979年12月16日—）是一位南非職業高爾夫球手。出生在南非的開普敦。於1999年轉為職業球員。他在2008年戰勝了世界排名第一的老虎伍茲，獲得了美國名人賽的冠軍。迄今為止，他已經獲得了10個冠軍，包括兩個PGA巡迴賽的冠軍。

## 外部連結
- PGA歐洲巡迴賽網站上的介紹
- PGA巡迴賽網站上的介紹 （页面存档备份，存于）